# Kurt Barthel (Politiker)
Kurt Barthel (* 11. Februar 1921 in Berlin; † 1. Juli 2007 ebenda) war ein deutscher Politiker (SPD).
Nach der Volksschule absolvierte Barthel eine Lehre zum Lebensmitteleinzelhändler. 1938 wurde er zum Reichsarbeitsdienst und anschließend in die Wehrmacht eingezogen. Er geriet 1945 in amerikanische Kriegsgefangenschaft, aus der er 1947 entlassen wurde. Ab 1949 war er beim Bezirksamt von Neukölln angestellt – zunächst als Dienstanwärter, ab 1952 als Verwaltungsangestellter im Sportamt.
Der SPD trat Barthel 1947 bei. Innerhalb der Partei engagierte er sich hauptsächlich im Bereich der Jugendbetreuung. Dem Abgeordnetenhaus von Berlin gehörte Barthel in der 2. Wahlperiode an, er rückte am 26. Februar 1955 für Kurt Exner nach. Schon am 11. Januar 1956 schied er aus dem Parlament aus.